# Alberto Unamunzaga
Alberto Unamunzaga Osoro (Éibar, Guipúzcoa, 5 de diciembre de 1975) es un político español de ideología nacionalista vasca. Miembro de Eusko Alkartasuna, fue senador en las Cortes Generales durante la X legislatura.

## Biografía
Natural de la localidad de Éibar donde nació en 1975, Alberto Unamunzaga está licenciado en Ciencias Políticas y Sociología por la Universidad de Deusto. Su carrera política se inició en 1998 cuando se afilió a Eusko Alkartasuna (EA).
Ha ocupado cargos internos en su partido político, siendo secretario de política institucional de la Ejecutiva Nacional entre 2003 y 2007 y presidente de la Asamblea Nacional entre 2008 y 2011.
Entre junio de 2009 y mayo de 2011 trabajó como asesor del grupo municipal de Eusko Alkartasuna en el Ayuntamiento de San Sebastián. Tras las elecciones municipales y forales de mayo de 2011 pasó a ocupar un puesto de designación directa (funcionario interino) como secretario de la Presidencia de las Juntas Generales de Guipúzcoa. Cuando fue elegido senador cesó de este puesto por incompatibilidad con su nuevo cargo.
En las elecciones de 2011 fue elegido senador por Guipúzcoa, como parte de la coalición Amaiur, que agrupaba a su partido político junto con Aralar, Alternatiba e independientes afines a la izquierda abertzale. Dentro del Senado ocupó el cargo de Portavoz del Grupo Mixto, que es rotatorio entre las diferentes formaciones que integran dicho grupo.